# Hyalinobatrachium carlesvilai
Espèce
Hyalinobatrachium carlesvilai est une espèce d'amphibiens de la famille des Centrolenidae.

## Répartition
Cette espèce se rencontre :
- en Bolivie dans les départements de Cochabamba et de Santa Cruz sur le versant amazonien de la cordillère Orientale ;
- au Pérou dans les régions de Huánuco, de Cuzco et de Puno sur le versant amazonien de la cordillère Orientale ;
- au Brésil à Aripuanã au Mato Grosso.

## Étymologie
Cette espèce est nommée en l'honneur de Carles Vilà.

## Publication originale
- Castroviejo-Fisher, Padial, Chaparro, Aguayo & De la Riva, 2009 : A new species of Hyalinobatrachium (Anura: Centrolenidae) from the Amazonian slopes of the central Andes, with comments on the diversity of the genus in the area. Zootaxa, no 2143, p. 24-44.